# Acanthodelta reversa
Acanthodelta reversa là một loài bướm đêm trong họ Noctuidae.